# アナグルモール
『アナグルモール』は、福地翼による日本の漫画作品。『週刊少年サンデー』（小学館、以下『サンデー』）にて、2011年47号から2014年6号まで連載された。

## 概要
作者の福地翼にとって、『うえきの法則+』以来となる4年ぶりの週刊連載作品。
2012年9月以降、福地翼の体調不良のため約1年間休載していたが、『サンデー』2013年44号（10月2日発売）より連載を再開し、『サンデー』2014年6号にて「ルチル編・完」と称して完結した。

## あらすじ
地上よりはるか地中に住む地底人、魔人ならぬ「間人（マジン）」は、地上人を倒し地上を我が物とするためにスパイとしてマジンの少年ルチルを派遣した。ルチルはその足掛かりとして、ホームステイという名目で日本の草薙家に潜入することになる。しかし、永く地上との関連を絶っていたマジンたちの間では「地上人はマジンなどよりも遥かに強靭な肉体と超常的な特殊能力、そして凶暴な精神を持った怪物である」という、致命的なまでの勘違いが広まっていた。

## 登場人物
ルチル
- 光度：4
- マジナグラム：隆起（デコス）、陥没（ボコヘル）
- 能力：物体の周囲の空間を歪ませて一部分を一時的に隆起または陥没させる

本編の主人公。地上の人間を調査するためにスパイに志願したマジンの少年。後述のマジナグラムが他のマジンのものより弱いとされていることから、周囲から見下されて育ってきた。そのため他人を見下す者に対して強い対抗心を持ち、また自分と同じような境遇の「落ちこぼれ」に対して優しい一面を持つ。最終話で、キング・ノエルの血縁らしい描写がある。
スパイとして人間を調査する使命に燃える一方で、マジンの例に漏れず「人間のほうがマジンより強い」と勘違いしており、人間（主に草薙家の住人）の一挙手一投足に怯えていたが、草薙家の面々と接するうちに、家族として思いを寄せるようになり、「マジンのほうが人間より圧倒的に強い」と知った。
所持するマジナグラムは「隆起」「陥没」（デコス、ボコヘル）。物体の周囲の空間を歪ませて一部分を一時的に隆起または陥没させる能力。隆起させた部分を直接ぶつけて攻撃するほか、緊急の移動手段や回避手段としても使えるが、当のルチル曰く「弱い能力」らしい。
バハムート
ルチルのパートナー。「間獣」という生き物でコアラのような見た目をしている。鼻は犬並み。人語を理解しており、本当は普通にしゃべることもできるが、地上にいる間は暗号変換機「プガリンガル」を着用しており、話し言葉が全て「プガ」に変換されている。
草薙千羽（くさなぎ ちわ）
地上人。ルチルがホームステイする家庭の長女で、美人。高校生。
現在は家にいない長男から褒められていた長髪を自慢にしている。京介から「チワワ」というあだ名で呼ばれることを嫌がっている。身重の母に代わって家事をすることがあり、得意料理は卵焼き。
草薙京介（くさなぎ きょうすけ）
- マジナグラム：土竜（モグラ）
- 能力：地面や自分より大きな物体の中を水のようにもぐる

地上人。同じく次男。15歳。言動はぶっきらぼうで一見不良のようだが、実際は他者が傷つくのを見過ごすことができない、非常に正義感の強い性格の持ち主。シスコンである。
草薙誠十郎（くさなぎ せいじゅうろう）
地上人。祖父。70歳。孫に弱い
よくも悪くもおじいさん。
京介を殴った千羽をゲンコツで躾け、十羽子を「ババア」と言った京介をキレて殴ったりとよく手が出る。末っ子の誠には甘い。
草薙十羽子（くさなぎ とわこ）
地上人。母で、誠十郎の娘。44歳
草薙誠（くさなぎ まこと）
地上人。三男。8歳。
特撮ヒーローが好きでベルトも所持している。
ストーカー
地上人。千羽をストーキングしているストーカー。自称マナーの良いストーカーで、ストーキング対象を怯えさせるようなことはせず、自身の存在を完璧に隠しきっている。
元絵描きであり、盗撮は犯罪であるという理由から、対象の似顔絵を描くことで補っている。
普通の人間を大きく上回るスキルの持ち主であり、GPS等様々な高性能ツールを使いこなし、さらに周囲から自身の存在を隠す「気配消し」（インビジブル）という特殊能力を持つ。
クワトロール
- マジナグラム：小型化（コルト）
- 能力：触れた物を小さくする

マジン。ルチルが失敗した時のための保険兼監視役としてノエルによって地上に派遣されていたマジン。
無駄や大仰なものを嫌う。「コンパクト」が口癖。
ルイード・タイタン
- マジナグラム：分解（バラス）
- 能力：触れた物質の分子統合を分離する、生物には無効

マジン。ひょんなことから千羽と地下世界を旅することになった。顔は怖いが義理堅い。
クルミエル
マジン。千羽を探しているストーカーに興味を持ち、ついていくことになる。
ルーク
- マジナグラム：軟化（プリマ）
- 能力：触った物を軟らかくする

マジン。地上世界への入り口を見張っている門番。
破壊恐怖症であり、物を壊したり約束を破ったりすることが、吐き気を催すほど嫌い。
デンシャ号
地下世界でルチルが購入した車。地下世界の車は生物であり、スライムのような姿をしている。
あまりに猪突猛進な性格で一度走り出したら自分では止まれないため売れ残っていた。
ジル
マジン。ルチルにデンシャ号を売ったマジン。
地下世界では金が無くても店長とのゲームに勝てば商品がもらえる。ルチルが挑んだゲームはギリギリドーンというチキンレースだった。
ドルチェ
- マジナグラム：模倣（マネル）
- 能力：マジナグラムにより変質した物体を触ることで能力を一つだけコピーすることができる

大柄なマジン。賞金欲しさにカモミールと一緒にルチル達に戦いを挑んだ。
体を鍛えており頑丈。
カモミール
- マジナグラム：操作（マリオ）
- 能力：触れた意思無き物質を、一つだけ念動力のように操ることができる

小柄なマジン。ドルチェの相棒。低身長を気にしている。
バザール
- マジナグラム：切断（キルド）
- 能力：手を振ることによって斬撃を飛ばすことができる

歌舞伎役者のようなマジン。賞金欲しさにルチル達に戦いを挑んだ。
豪快な性格で「キレてる」が口癖。
アルル
- 光度：22

マジン。ルチルの幼馴染。クールな性格。地底界随一の怪力。
ルチル達の旅に同行する。
ノエル
マジン達の王。他者の体を着ぐるみのように着ることができる。
何らかの理由で他のマジンのマジナグラムを使うことができる。
オルガ
- マジナグラム：伸身（ノビル）
- 能力：触れた物体を伸ばすことができる

マジン。ピシャクリフにマジナグラム検定をしに来ていた。
カルベラス
マジン。マジナグラム検定の試験官。
ネル
- 光度：28
- マジナグラム：羽毛化（ファーファ）
- 能力：触れた物体を羽毛に変える

マジン。千羽と一緒に光度30の試験を受けていた。
常に眠たそうな様子で、隙があればすぐ昼寝する。
メタル
- 光度：27
- マジナグラム：鉄化（メタル）
- 能力：触れた物体を鋼鉄に変える

マジン。千羽と一緒に光度30の試験を受けていた。
お嬢様のような雰囲気を漂わせているが、裸足で、大金を前にすると目の色が変わる。
シルクド・Q
- 光度：29
- マジナグラム：薄化（ベラン）
- 能力：触れた物体の厚みをなくす

マジン。千羽と一緒に光度30の試験を受けていた。
顔が見えない全身を覆うスーツを着ており非常に怪しい。
アルベール
- 光度：27
- マジナグラム：透視化（ミハエル）
- 能力：常時発動しているマジナグラムで、左目は常に透視状態になっている

マジン。千羽と一緒に光度30の試験を受けていた。
関西弁を話し、千羽をやたらとナンパする。戦闘狂で、強者との戦いを望む。
イカレル
- 光度：29
- マジナグラム：釘化（トガル）
- 能力：デコスと似ている能力だが、こちらは先がとがっており、隆起させる面積が小さくパワーが弱い代わりに一度に複数発動させられる。また自在性もデコスより高い

マジン。千羽と一緒に光度30の試験を受けていた。
高い能力とそれに伴う威圧的態度が目立つ
グーグルス
- マジナグラム：拘束（ロック）
- 能力：触れた物体を固定する

マジン。ルチルのクラスメイト。
エリート意識が高く。ルチルを見下した言動が多い。
サイコドール
正体不明のマジン。人造人間のような姿をしており非常に巨大。
目からレーザーを発射する。
ゴルドフ
- マジナグラム：球化（マルクス）
- 能力：触れた物体の一部をボールとして掬い取る

マジン。ルチルの上司。

## 用語
間人（マジン）
人間にはたどり着けないほどの地下に住んでいるいわゆる地底人。
外見は地上の人間とほぼ変わらないが、肉体ははるかに強靭。また、地上の人間とはかなり異なる文化や一般常識を有している。
共通の特徴として、全員が「ミガルド」と呼ばれる耳当てを着用しており、これが外れると立っていられなくなり、たちどころに気絶してしまう。
マジナグラム
マジンの使える特殊能力。基本的に、物体に何らかの現象を起こす力。
若者は全員ピシャクリフという白い巨大な塔（教育施設）でマジナグラムを開発している。
光度（レベル）
そのマジンがどれだけマジナグラムを使いこなせているのかを現す指標。
ピシャクリフでマジナグラム検定を受けることで取得できる。
マジナグラム検定は、課せられた課題をクリアすることで合格となり、基本的に問題解決の手段は問われない。
なお、光度によって以下の呼び名で呼ばれている。
- 　希少石（スーパーレア）：光度30以上
- 　宝石（レア）：光度15以上
- 　石（いし）：光度5未満

## 書誌情報
- 福地翼 『アナグルモール』 小学館〈少年サンデーコミックス〉 全5巻
  1. 2012年3月16日発売[小 1]、ISBN 978-4-09-123569-5
  2. 2012年6月18日発売[小 2]、ISBN 978-4-09-123698-2
  3. 2012年9月18日発売[小 3]、ISBN 978-4-09-123809-2
  4. 2013年12月18日発売[小 4]、ISBN 978-4-09-124542-7
  5. 2014年2月18日発売[小 5]、ISBN 978-4-09-124571-7